# 黑肯明斯特
黑肯明斯特是德国莱茵兰-普法尔茨州的一个市镇。总面积4.88平方公里，总人口118人，其中男性48人，女性70人（2011年12月31日），人口密度24人/平方公里。